# داكشا
في الهندوسية، داكشا (بالإنجليزية: Daksha)‏، و(بالسنسكريتية: दक्ष، "شخص قادر، ماهر، أو صادق" )، هو واحد من البراجابتي، سادة الخلق، بالإضافة إلى أنه الملك الإلهي الريشي. تصوره أيقوناته على شكل رجل بجسد ممتلئ ووجه وسيم أو رأس ماعز. وفي الريجفيدا، داكشا هو واحد من الأديتيا ويرتبط بالمهارات الكهنوتية.

## روابط خارجية
- Lineage of Daksha, The Mahabharata/Book 1: Adi Parva/Section LXV